# ناغوا
ناغوا هي مدينة، تتبع محافظة ماريا ترينيداد سانشيز، بلغ عدد سكانها 79٬420 نسمة، في 2012، تبلغ مساحتها 552٬710٬000 متر مربع.

## المناخ
يظهر الجدول التالي التغييرات المناخية على مدار السنة لناغوا:
| البيانات المناخية لـناغوا                      | البيانات المناخية لـناغوا | البيانات المناخية لـناغوا | البيانات المناخية لـناغوا | البيانات المناخية لـناغوا | البيانات المناخية لـناغوا | البيانات المناخية لـناغوا | البيانات المناخية لـناغوا | البيانات المناخية لـناغوا | البيانات المناخية لـناغوا | البيانات المناخية لـناغوا | البيانات المناخية لـناغوا | البيانات المناخية لـناغوا | البيانات المناخية لـناغوا |
| الشهر                                          | يناير                     | فبراير                    | مارس                      | أبريل                     | مايو                      | يونيو                     | يوليو                     | أغسطس                     | سبتمبر                    | أكتوبر                    | نوفمبر                    | ديسمبر                    | المعدل السنوي             |
| ---------------------------------------------- | ------------------------- | ------------------------- | ------------------------- | ------------------------- | ------------------------- | ------------------------- | ------------------------- | ------------------------- | ------------------------- | ------------------------- | ------------------------- | ------------------------- | ------------------------- |
| الدرجة القصوى °م (°ف)                          | 35.0 (95.0)               | 34.4 (93.9)               | 35.2 (95.4)               | 35.2 (95.4)               | 36.8 (98.2)               | 37.0 (98.6)               | 36.4 (97.5)               | 35.5 (95.9)               | 37.6 (99.7)               | 35.6 (96.1)               | 35.3 (95.5)               | 33.6 (92.5)               | 37.6 (99.7)               |
| متوسط درجة الحرارة الكبرى °م (°ف)              | 28.5 (83.3)               | 28.9 (84.0)               | 29.5 (85.1)               | 29.9 (85.8)               | 30.2 (86.4)               | 30.8 (87.4)               | 30.8 (87.4)               | 31.0 (87.8)               | 31.3 (88.3)               | 30.8 (87.4)               | 29.8 (85.6)               | 28.8 (83.8)               | 30.0 (86.0)               |
| متوسط درجة الحرارة الصغرى °م (°ف)              | 20.1 (68.2)               | 20.2 (68.4)               | 20.6 (69.1)               | 21.0 (69.8)               | 21.5 (70.7)               | 22.2 (72.0)               | 22.2 (72.0)               | 22.5 (72.5)               | 22.6 (72.7)               | 22.3 (72.1)               | 21.7 (71.1)               | 20.5 (68.9)               | 21.5 (70.7)               |
| أدنى درجة حرارة °م (°ف)                        | 12.6 (54.7)               | 14.0 (57.2)               | 15.9 (60.6)               | 15.9 (60.6)               | 16.7 (62.1)               | 16.0 (60.8)               | 17.0 (62.6)               | 17.0 (62.6)               | 17.1 (62.8)               | 17.1 (62.8)               | 15.7 (60.3)               | 11.8 (53.2)               | 11.8 (53.2)               |
| معدل هطول الأمطار مم (إنش)                     | 137.9 (5.43)              | 97.2 (3.83)               | 99.2 (3.91)               | 146.0 (5.75)              | 230.3 (9.07)              | 111.7 (4.40)              | 118.0 (4.65)              | 155.3 (6.11)              | 146.1 (5.75)              | 216.1 (8.51)              | 253.6 (9.98)              | 214.9 (8.46)              | 1٬926٫3 (75.84)           |
| متوسط الأيام الممطرة (≥ 1.0 mm)                | 11.5                      | 8.9                       | 7.6                       | 9.0                       | 12.5                      | 9.3                       | 11.4                      | 12.8                      | 11.7                      | 13.3                      | 15.3                      | 14.6                      | 137.9                     |
| المصدر: الإدارة الوطنية للمحيطات والغلاف الجوي |                           |                           |                           |                           |                           |                           |                           |                           |                           |                           |                           |                           |                           |

## أعلام
- فرانكلين نونيز
- راندي روزاريو
- أورلاندو سانشيز
- رينالدو غارسيا